# Svatý rok 1725
Jubilejní Svatý rok 1725 (16. řádné univerzální jubileum), který navázal na předchozí řadu Svatých roků, byl vyhlášen bulou Redemptor et Dominus Noster z 26. června 1724. Papež Benedikt XIII. pravidelně osobně navštěvoval římské baziliky, cestoval ve skromných kočárech a účastnil se různých úkonů potřebných k získání odpustků. Dne 15. dubna 1725 zahájil v bazilice sv. Jana v Lateráně římskou synodu, jejíž jednání čítalo 32 svazků. Během tohoto roku byly otevřeny schody na Piazza di Spagna (Španělské schody), které spojovaly náměstí s kostelem Santissima Trinità dei Monti (Nejsvětější Trojice na horách).

## Průběh Svatého roku 1725

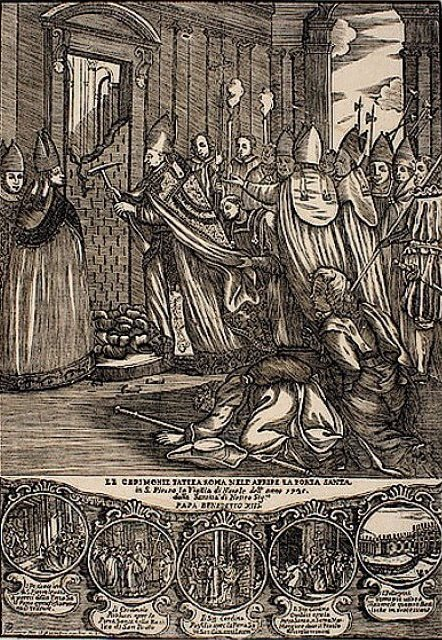
Benedikt XIII. při otevírání Svaté brány baziliky sv. Petra

Svatý rok, konaný v roce 1725, slavil pětasedmdesátiletý, právě zvolený papež Benedikt XIII., dominikán, který byl dlouhá léta kardinálem. K přijetí výsledku volby byl téměř donucen 29. května 1724. V knize komořího kleriků papežské komory se k vyhlášení Svatého roku poznamenává: „Poněvadž nebylo možno, jak to bylo zvykem, zveřejnit bulu Svatého roku ve svátek Nanebevstoupení Páně, poněvadž papežský stolec nebyl v onen den obsazen, zmíněné vyhlášení se přeložilo na ráno svátku svatých apoštolů Petra a Pavla, 29. června.“ Po slavnostním troubení přečetl bulu v předsíni Svatopetrské baziliky arcibiskup Battelli v přítomnosti papeže a jeho doprovodu, a když skončil, k novému troubení a bubnování se přidal radostný potlesk Římanů a poutníků, kteří se všude kolem tlačili. Pak se zvláštní poslové rozjeli s trubači a bubeníky do tří jubilejních bazilik, aby i tam byla bula přečtena s obvyklou slavnostností. Bylo však zcela mylné očekávat, že Svatý rok bude probíhat stejně okázale.

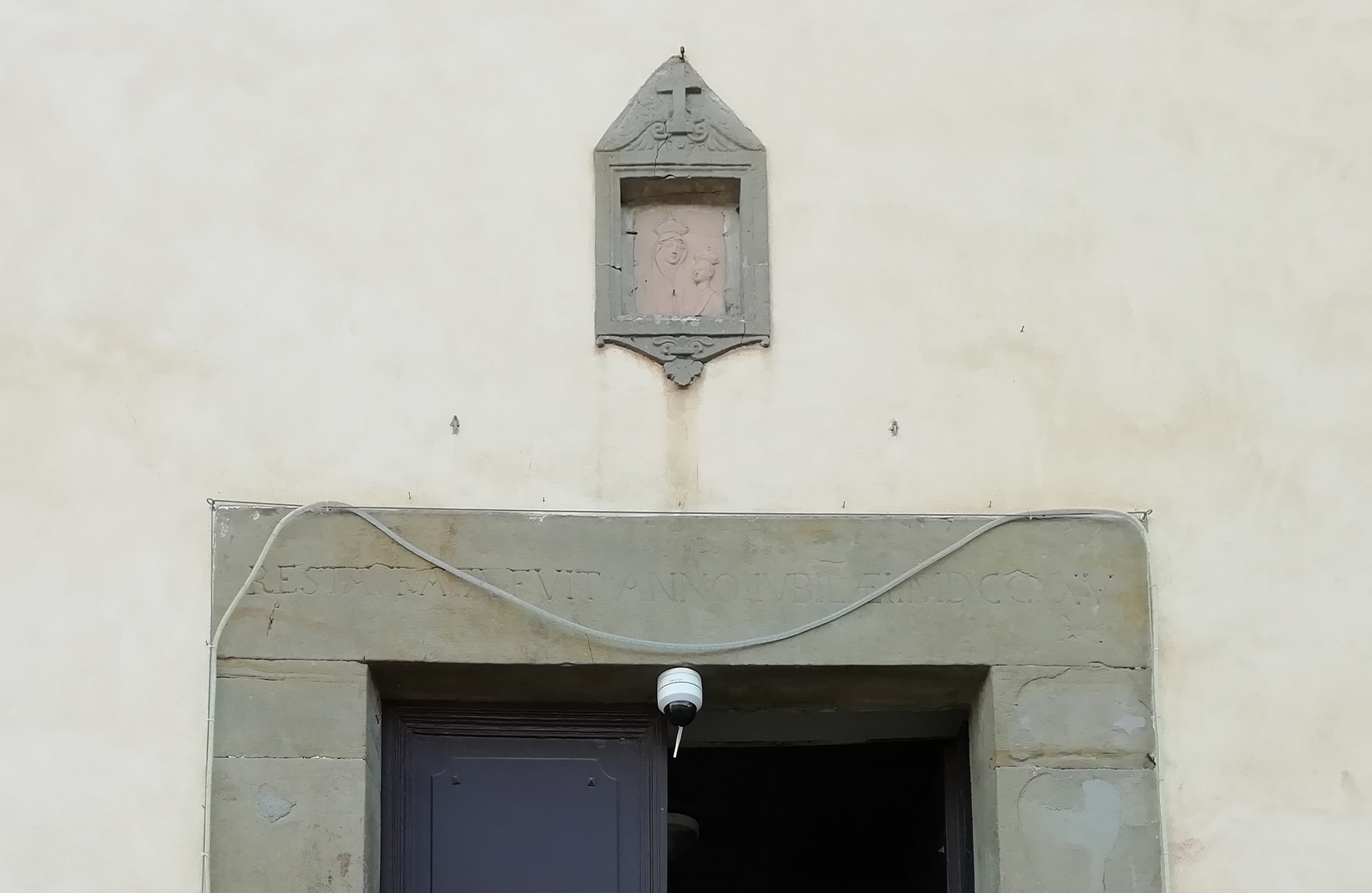
Nápis na portálu připomínající jubileum 1725 slovy: „Restauratae fuit anno iubilae MDCCXXV“ v Santuario della Madonna dei Boschi (Campeggio, Monghidoro)

Papež Benedikt XIII. byl totiž ještě přísnější než v roce 1700 jeho předchůdce Inocenc XII. Sám si vykonal během roku předepsanou pouť, na kterou se připravil v dominikánském klášteře při bazilice Panny Marie, sopra Minerva v Římě, duchovními cvičeními a v Lateránské bazilice se slavil římský provinční církevní sněm, závazný pro všechny biskupy římské provincie, který se zabýval hlavně zpřísněním života duchovenstva a metodou výuky katechismu.
Papež sám se obrátil zvláštní výzvou během roku i k odpadlým kněžím a řeholníkům a vyzval je k návratu do církevního společenství. Jejich představené zase zval, aby je přijali s láskou a odpuštěním.

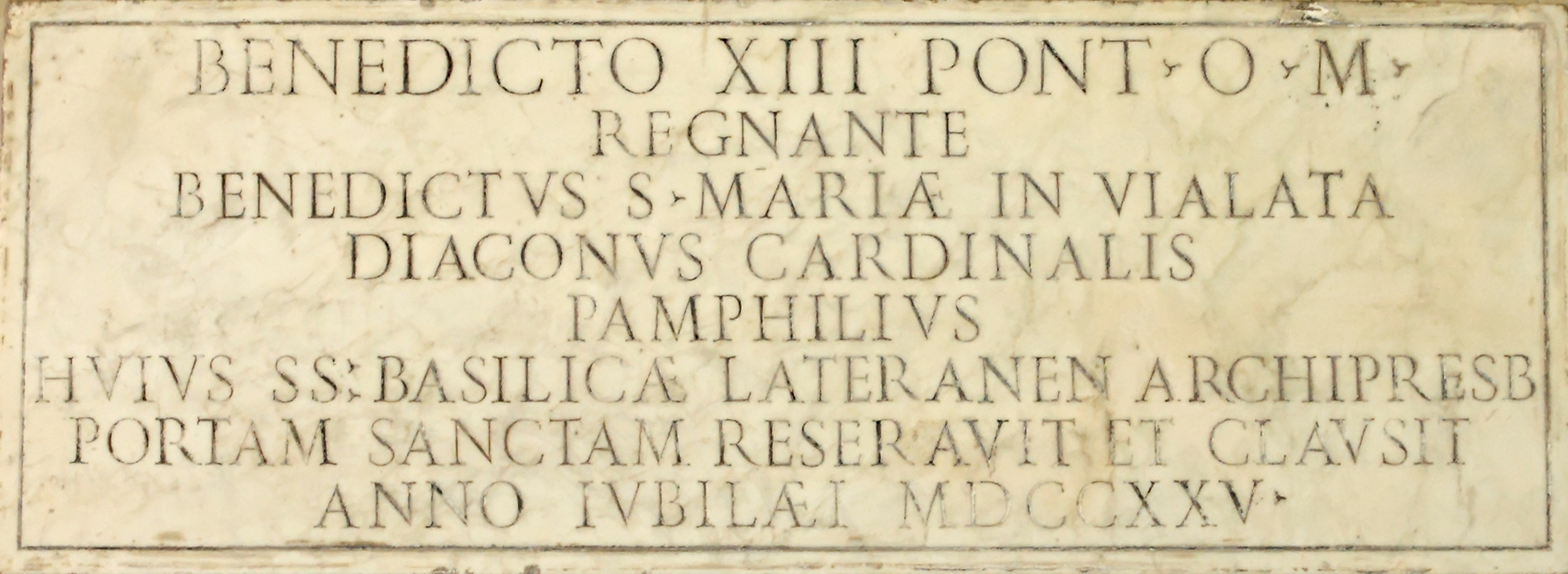
Připomínka otevření a zavření Svaté brány 1725 Benediktem XIII. Křížová chodba Lateránské baziliky.

Toho roku se opět nekonal žádný veřejný karneval, byly zakázány maškary, ba i loterie. Zato papež odvolal exkomunikaci, jíž pohrozil papež Inocenc XI. kněžím, kteří by v chóru během modliteb plivali na zem žvýkací tabák, ale od zákazu, aby si kanovníci během modliteb předávali tabatěrku se šňupavým tabákem, neustoupil. Duchovním zakázal nosit paruky. Bratrstvům zakázal okázale konat lampiónová a pochodňová procesí, takže Svatý rok probíhal skutečně v duchu kajícnosti. Během něho byla svatořečena řada blahoslavených, mezi nimi Jan od Kříže a dva mladí jezuitští klerici Alois Gonzaga a Stanislav Kostka.
Nechyběli ani vysoce společensky postavení poutníci, jako např. vdova po toskánském velkovévodovi, vévoda bavorský a kníže Diethochstein z Korutan, který byl předtím luteránem, ale v Římě byl přijat do církve a papežem biřmován. Větší pozornost vzbudilo 370 vestanských otroků právě osvobozených z tuniského zajetí. Byli vykoupeni členy řádu trinitářů a dopraveni do Říma, aby si mohli vykonat pouť, než se rozejeli do svých domovů v různých evropských zemích. Byli hoštěni spolu s 382 000 poutníky toho roku bratrstvem Nejsvětější Trojice, jemuž finančně značně vypomohl papež.

#### Studie a články
- Anni Santi (Gli). Torino: [s.n.], 1934. (italsky)
- BARGELLINI, Piero. L'Anno Santo nella storia, nella letteratura e nell’ arte. Florencie: [s.n.], [1974]. 318 s. (italsky)
- CASTELLI, Giulio. Gli Anni Santi. Il grande perdono. Rocca S. Casciano: [s.n.], 1949. (italsky)
- CECCHETTI, I. The Sublime City. Washington – Řím: Frediani G, 1950. (anglicky)
- CECCHETTI, I. Roma nobilis. L’idea, la missione, le memoria. Il destino di Roma. Řím: Cechetti I., 1950. (italsky)
- Storia e typografia dell’ Anno Santo. Vatikán: Comitato centrale per l’Anno Santo, 1974. (italsky)
- DE BLASI, Jolanda. Giubileo. Racconto di sei secoli e mezzo (1300–1950). Florencie: Del Turco Ed., 1950. 624 s. (italsky)
- DI MEGLIO, S. Breve storia dell’Anno Santo. Siena: [s.n.], 1973. (italsky)
- DUMEIGE, G. L’accueil de Rome aux pelegrins du Jubilé de 1575 (přednáška v Centre d’Études saint Louis de France, 10. prosince 1974). [s.l.]: [s.n.] (francouzsky)
- DVPRÉ THESEIDER, E. Roma dal Comune del popolo alla Signoria pontificia (1252–1377). [s.l.]: [s.n.], 1952. (italsky)
- FRUGONI, A. La devozione dei Bianchi del 1399. In:  L’attesa dell’età nuova nella spiritualità della fine del medio evo. [s.l.]: Todi, 1962. S. 232–248. (italsky)
- GALUZZI, A. Gli Anni Santi nell’età moderna, v: Schede di storia della Chiesa nell’età moderna. Řím: [s.n.], 1994–19952. S. 265–324. (italsky)
- GORDINI, G. D. Storie dei pellegrini, di briganti e di anni santi, (Chiesa sotto inchiesta, 3). Torino: [s.n.], [1974]. (italsky)
- MARONI LOMBROSO, M; MARTINI, A. Le confraternite romane nelle loro Chiese. Řím: [s.n.], 1963. (italsky)
- MARTIRE, E. Santi e Birboni. Luci ed ombre nella storia dei giubilei. Milano: [s.n.], 1950. (italsky)
- MELIS, F. Movimenti di popoli e motivi economici nel giubileo del 1400; v: Miscellanea Gilles Gerard Meerseman, I,. Padova: [s.n.], 1970. S. 343–367. (italsky)
- Mostra documentaria degli Anni Santi (1300–1975). Vatikán: [s.n.], 1975. (italsky)
- PASTOR, L., von. Storia dei papi dalla fine del medio evo ..., 20 sv.. 1950–1963 (fototypické vyd. 1971). vyd. Řím: [s.n.] (italsky)
- POLC, Jaroslav Václav. De origine festi Visitazione. Řím: (Coronas Lateranensis, 9A), 1967. (italsky)
- POLC, Jaroslav Václav. La festa della Visitazione e il Giubileo del 1390. Rivista di storia della Chiesa in Italia 29. 1975, s. 149–172. (italsky)
- SCHMIDT, H. Bullarium Anni Sancti. Řím: [s.n.], 1949. (latinsky)
- SECRET, F. Le „Tractatus de anno Jubilaei de Lazaro da Viterbo. Grégoire XIII e la Kabbale chrétiénne, Rinascimento“, serie II., 6. 1966, s. 305–333. (italsky)
- Storia e topografia dell’Anno Santo. Vatikán: Comitato centrale per l’Anno Santo, 1974. (italsky)

#### Periodika
- Acta Sanctae Sedis (–1904). Acta Apostolicae Sedis. (–1904). (latinsky)
- Anno Santo, Řím. 1973–1975. (italsky)
- Civiltà Cattolica (La), Řím (italsky)
- Jubilaeum. Ephemerides Anni Sancti, Città del Vaticano. [1974/1975].
- Nový život, Řím
- L'Osservatore Romano, Città del Vaticano (italsky)